# Tetsu Yamato
Tetsu Yamato (Osaka, 30 mei 1978) is een voormalig Japans voetballer.

## Carrière
Tetsu Yamato speelde tussen 1997 en 1999 voor Cerezo Osaka.